# ZZOT
ZZOT je neformalna umjetnička organizacija koja je djelovala u Zagrebu od sredine osamdesetih godina 20. stoljeća do prve polovice devedesetih. Primarno polje djelovanja skupine bili su strip i grafika a to se očituje i u nazivu skupine koji je onomatopeja zvuka svemirskih pištolja/lasera u stripovima. Osnivači grupe su bili Željko Zorica - Šiš, Helena Klakočar, Milan Manojlović i arhitektica Nina Haramija. U kasnijoj fazi grupi su se pridružili Kruno Mavar, Dragan Ruljančić, slikarica Mirjana Vukadin i scenograf Miljenko Sekulić - Sarma. Osim objavljivanja stripova u Poletu i srodnim studentskim revijama, grupa je aktivna i na izložbenom planu diljem Europe. Osebujnim likovnim jezikom, grafičkim oblikovanjem, koji vuče korijene iz ekspresionizma i „bad paintinga“ ZZOT otvara pogled u multimedijalni svijet suvremene umjetnosti. Svojim stilom, tehnikom i zahvatima radovi grupe ZZOT izmiču dosadašnjim okvirima hrvatske animacije i stripa i daju nove mogućnosti grafičkoj umjetnosti.